# Csellóverseny
A cselló vagy gordonkaverseny olyan versenymű-típus, ahol a cselló versenyez a zenekarral.
Már Antonio Vivaldi és Giuseppe Tartini is írt ilyen műveket.

## Híresebb gordonkaversenyek
- Carl Philipp Emanuel Bach
  - Három csellóverseny
- Samuel Barber
  - Csellóverseny op. 22, a-moll (1945)
- Luigi Boccherini
  - No. 9-es B-dúr gordonkaverseny (a legalább 12-es listából)
  - D-dúr csellóverseny
- Antonín Dvořák
  - A-dúr csellóverseny no. 1 op. posth
  - h-moll csellóverseny no. 2 op. 104 (1894-1895)
- Henri Dutilleux
  - Gordonkaverseny
- Edward Elgar
  - Csellóverseny op. 85, é-moll (1918-1919)
- Franz Joseph Haydn
  - C-dúr csellóverseny No. 1
  - D-dúr csellóverseny No. 2
  - (további, hiteles?? csellóversenyek)
- Victor Herbert
  - No. 1-es D-dúr gordonkaverseny
  - No. 2-es e-moll csellóverseny
- Dimitrij Kabalevszkij
  - g-moll csellóverseny
- Joonas Kokkonen
  - Csellóverseny
- Eduardo Lalo
  - d-moll csellóverseny
- Ligeti György
  - Csellóverseny
- Witold Lutosławski
  - Csellóverseny
- Krzysztof Penderecki
  - Csellóverseny
- Szergej Prokofjev
  - Gordonkaverseny op. 58
  - e-moll sinfonia concertante op. 125 (1950-52)
  - Cselló concertino op. 132, g-moll (befejezetlen) (1952)
- Camille Saint-Saëns
  - Csellóverseny no. 1, op. 33, á-moll (1872)
  - Csellóverseny no. 2, op. 119, d-moll (1902) ( Archiválva 2006. február 3-i dátummal a Wayback Machine-ben)
- Robert Schumann
  - a-moll csellóverseny op. 129 (1850)
- Dmitrij Sosztakovics
  - Csellóverseny no. 1, op. 107, Esz-dúr (1959)
  - Csellóverseny no. 2, op. 126, G-dúr (1966)
- Giuseppe Tartini
  - D-dúr csellóverseny (és még sokan mások)
- Antonio Vivaldi
  - g-moll kettősverseny, RV 531
  - További közel 30 csellóverseny
- William Walton
  - c-moll csellóverseny (1955-6)

## Egyéb versenyművek
- Ludwig van Beethoven
  - c-moll hármasverseny (zongora, hegedű, cselló)
- Ernest Bloch
  - Schelomo Rhapsodie Hebraïque for violoncelle et grand orchestre
- Johannes Brahms
  - Kettősverseny (hegedűre, csellóra és zenekarra op. 102.)
- Benjamin Britten
  - Szimfónia csellóra és zenekarra (1963)
- Max Bruch
  - Kol Nidre
- Antonín Dvořák
  - g-moll rondó opus 94, 1893 
  - Csendes Fák opus 68, number 5
- Gabriel Fauré
  - Elégia op. 24
- Pjotr Iljics Csajkovszkij
  - Variációk egy rokokó témára